# Daniel Mindel
Daniel Mindel é um diretor de fotografia sul africano-americano. Ele é conhecido por trabalhar junto com os diretores Tony e Ridley Scott.
Mindel foi educado na Austrália e no Reino Unido. Ele começou sua carreira como carregador de câmera e operador de claquete, antes de se tornar assistente de câmera no filme The Emerald Forest (1985), de John Boorman, sob comando do diretor de fotografia Philippe Rousselot. Pouco depois ele se mudou para os Estados Unidos e começou a trabalhar em comerciais para Tony e Ridley Scott, entre outros diretores.
Pela década de 1990, Mindel trabalhou como operador de câmera ou fotógrafo em filmes dirigidos ou por Tony Scott, ou por Ridley Scott, incluindo Thelma & Louise (1991) e Crimson Tide (1995). Em 1997, Mindel trabalhou como diretor da segunda unidade no filme G.I. Jane (1997), de Ridley Scott. Isso abriu a porta para que ele se tornasse diretor de fotografia do filme Enemy of the State (1998), de Tony Scott.
Mindel serviu como diretor de fotografia em filmes como Shangai Noon (2000), Stuck on You (2003), The Skeleton Key (2005) e nos filmes Spy Game (2001) e Domino (2005) de Tony Scott. Ele também fez fotografias adicionais para os filmes The Bourne Identity (2002) e Lions for Lambs (2007).
Na década de 2000, ele trabalhou com o diretor J. J. Abrams nos filmes Mission: Impossible III (2006) e Star Trek (2009).